# Malmö flygindustri MFI-9
MFI-9 är ett svenskt högvingat flygplan som tillverkades av Malmö flygindustri.
MFI-9 Junior kom 1961 och var en utveckling av Björn Andreassons amatörprojekt BA-7, som konstruerades och tillverkades i USA under slutet av 50-talet. De största förändringarna var en större cockpit samt en kraftigare motor. Modellen kom även att licenstillverkas av den tyska flygtillverkaren Bölkow såsom Bo 208. 1963 kom den modifierade och utvecklade MFI-9B Militrainer, som var konstruerad för militär skolflygning och kunde medföra olika beväpnings- och lastalternativ upphängt under vingarna. Nio stycken MFI-9B kom senare att användas av Carl Gustaf von Rosens militära frivilligstyrka på Biafras sida under inbördeskriget i Nigeria. En vidareutveckling av MFI-9 är MFI-15.
Planet tillverkades under åren 1963-1971 och används fortfarande som privat- och klubbflygplan.

## Användning i Svenska försvarsmakten – flygplan 801
1966 hyrdes tio MFI-9B av tillverkaren för att utvärdera ifall de kunde ersätta SK 50 vid den grundläggande flygutbildning inom flygvapnet, flygplanen registrerades militärt och gavs beteckningen flygplan 801 (fpl 801). Flygplansbeteckningar från 801 och uppåt har varit reserverat för inhyrda flygplan, fpl 801 är dock det enda flygplan som tilldelats ett beteckning i denna nummerserien.
Fpl 801 ansågs efter utprovning vara för trång i kabinen för flyglärare och flygelev och 1967 återlämnades flygplanen till tillverkaren och flygvapnet valde istället Scottish Aviation Bulldog (SK 61) som ersättare för SK 50.